# 學術通貨膨脹
學術通膨 是一個最低工作要求的通膨過程。導致受過大學教育，但學位較低的人（如準學士及學士）過剩，使他們為了太少需要這種或更高教育程度的工作，而互相競爭。這種情況會導致加劇的高等資格和高等教育的競爭。在一個社會裡，學士學位今天已不再足以在同樣的工作上獲得就業機會，這樣的工作以前可能只需要兩年或四年學位。通貨膨脹發生在就業的最低要求提高到碩士，博士和博士後研究生的水準，即使執行所需的工作並不是絕對需要如此進階的知識。學術通膨和太多貨幣追逐太少商品的紙幣通膨類似。 
學術通膨發生在大學研究生現在從事的工作，以前並不是研究生程度的人來執行的，較高的學位持有人繼續進入到這個特定的行業，直到它最終成為一個被稱為「研究生專業」和最低工作要求已學術上誇大的低層次的工作任務。
專業教育的制度化導致年輕人越來越少有機會能夠從工匠的專業（例如作為一個工程師）藉由「做中學」作出努力。基於他人的評估，學術通膨導致雇主將對文憑證書越來越有信心。

## 外部連結
- 肯羅賓遜先生：學校扼殺了創意？（页面存档备份，存于）
- 如何從人群中脫穎而出 ，2007